# Tag des Sieges und der heimatlichen Dankbarkeit

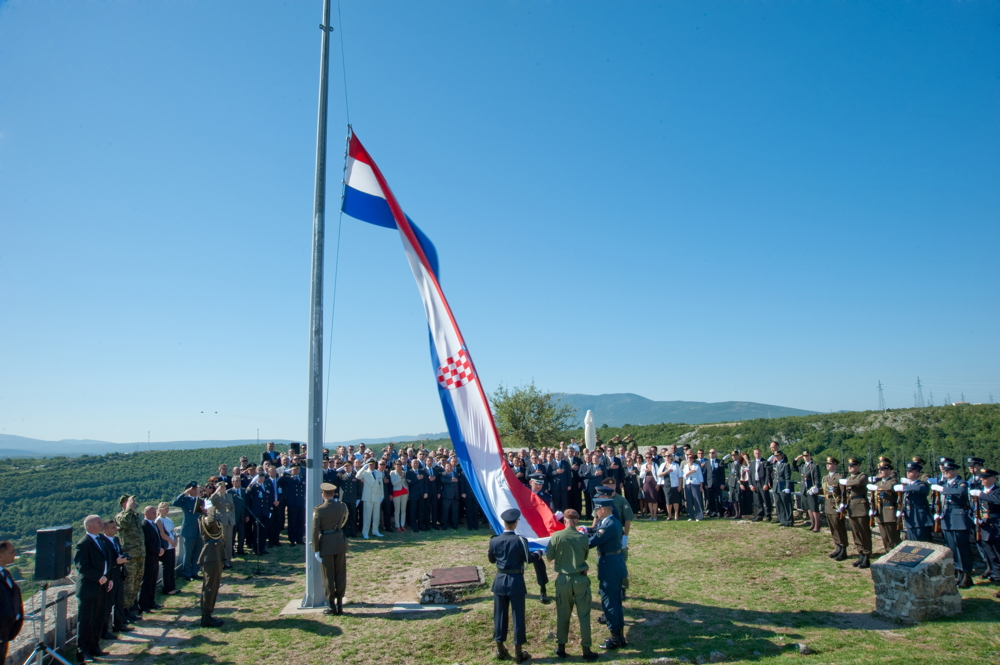
Flaggenhissung in der Festung von Knin am 5. August 2011

Der Tag des Sieges und der heimatlichen Dankbarkeit und Tag der kroatischen Verteidiger (kroatisch Dan pobjede i domovinske zahvalnosti i Dan hrvatskih branitelja) wird seit 1996 in Kroatien am 5. August als nationaler Feiertag begangen.

## Geschichte
Er wird in Erinnerung an die vom 4. bis 7. August 1995 durchgeführte Militäroperation Oluja gefeiert, bei der Polizei- und Armeeeinheiten der Kroatischen Streitkräfte (HV) und des Kroatischen Verteidigungsrates (HVO) das von Krajina-Serben als unabhängigen Staat proklamierte Gebiet Republik Serbische Krajina zurückeroberten. Am 5. August wurde Knin, die „Hauptstadt“ der Republik Serbische Krajina eingenommen. Knin war ursprünglich ein Sitz der kroatischen Könige, weshalb man die Stadt oft auch als königliche Stadt bezeichnet.
Die Militäroperation Sturm führte zum Ende des Krieges in Kroatien und ermöglichte die Rückkehr von über 170.000 Kroaten, die im Jahr 1991 aus diesem Gebiet von serbischen Freischärlern und Einheiten der Jugoslawischen Volksarmee vertrieben worden waren. Andererseits wiederum flohen über 200.000 Krajina-Serben vor der kroatischen Armee aus diesem Gebiet. Die Verkehrsverbindungen Kroatiens wurden wieder frei befahrbar, volle Bewegungsfreiheit wiederhergestellt, der Staat funktionierte wieder normal.
Durch diese Militäroperation kam es auch zu einer militärischen Kräfteverschiebung zu Gunsten der kroatischen und bosnisch-muslimischen Streitkräfte in Bosnien und Herzegowina, was wiederum zu einer rascheren Friedenslösung im Bosnienkonflikt führte, die schließlich durch den Vertrag von Dayton besiegelt wurde.
An diesem Tag wird mit Kranzniederlegungen auf den Friedhöfen des Landes der 13.800 Opfer gedacht.
Besondere Dankbarkeit empfinden die Bürger der Städte Zadar, Gospić, Karlovac, Sisak, Nova Gradiška, Osijek, Dubrovnik, Županja und Vinkovci, die sich nach nahezu fünfjähriger Bedrohung durch Artillerie- und Mörserbeschuss serbischer Freischärler wieder frei in ihrer Stadt bewegen konnten.

## Kritik

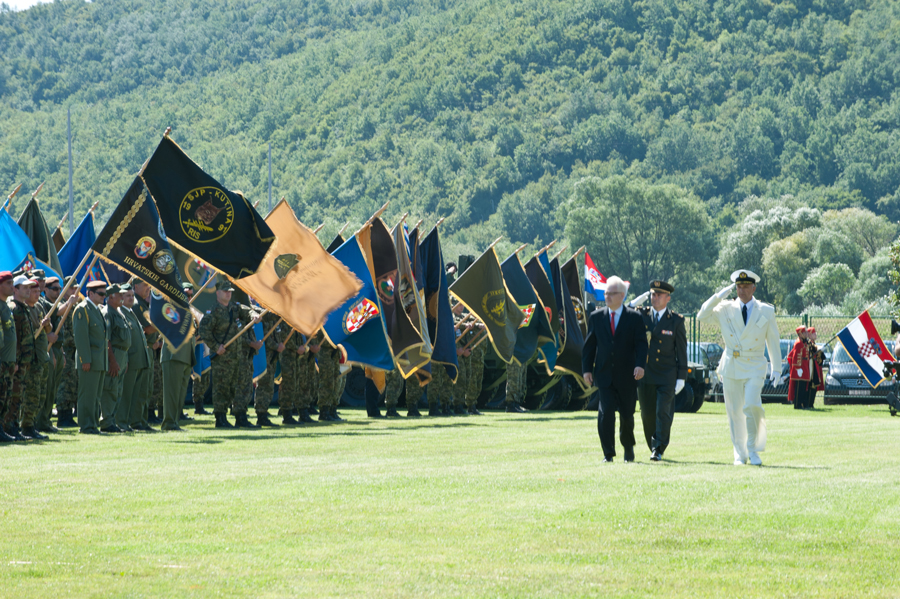
Kroatiens Präsident Ivo Josipović beim Abschreiten der Ehrenformation zum 16. Jahrestag der Operation Sturm (2011)

Die Aussagen in Serbien anlässlich der Feier in Kroatien hatten einen ganz anderen Tenor.
Der serbische Präsident Tadić bezeichnete die Aktion „Sturm“ als organisierte Kriminalität, geplante Menschenvernichtung und Verletzung der Menschenrechte, insbesondere des Rechts auf Leben. Am 4. Januar 2010 reichte Serbien bei dem Internationalen Gerichtshof in Den Haag eine Klage, gegen Kroatien, wegen Völkermords ein. Kroatien hatte seinerseits schon 1999 eine Völkermordklage gegen Belgrad eingereicht, die von diesem Gericht im Jahr 2008 angenommen worden war. Der Internationale Gerichtshof sprach Serbien und Kroatien am 3. Februar 2015 vom Vorwurf des Völkermordes frei.
Außenminister Vuk Drašković schloss sich der heftigen Kritik an der Feier in Kroatien an.
Gegen den kommandierenden General der Operation „Sturm“ Ante Gotovina wurde 2001 vom Internationalen Strafgerichtshof für das ehemalige Jugoslawien (ICTY) Anklage erhoben. Die ergänzende Anklageschrift spricht von einer „kriminellen Vereinigung“, bestehend unter anderem aus Gotovina und Tuđman, deren Ziel „die gewaltsame und dauerhafte Vertreibung der serbischen Bevölkerung aus der Krajina-Region“ gewesen sei.

Am 15. April 2011 wurde Ante Gotovina vom Internationalen Strafgerichtshof zu 24 Jahren Gefängnis verurteilt.

Auch den mitangeklagten Ex-General Mladen Markač sprach das Gericht schuldig: Er bekam 18 Jahre Haft. General Ivan Čermak wurde dagegen freigesprochen.

Bei der Urteilsverkündung wurde auch Tuđman erwähnt. Einer der Richter betonte: „Der damalige Präsident Franjo Tuđman war der Hauptführer dieser kriminellen Vereinigung“ und „Er wollte die Entvölkerung der Krajina“.

Am 16. November 2012 wurden Gotovina und Markač im Berufungsverfahren von allen Anklagepunkten freigesprochen und aus der Haft entlassen. Mit 3:2 Mehrheitsentscheidung wurde festgestellt, dass die Beweise nicht ausreichten, um den von Gotovina und Markač befohlenen Beschuss der Städte als rechtswidrig anzusehen. Da die erstinstanzliche Verurteilung auf der Unrechtmäßigkeit der Artillerieangriffe basiere und die Erstinstanz eine direkte Verwicklung in die Diskriminierungspolitik Kroatiens nicht festgestellt habe, sei auch dieser Schuldspruch aufzuheben.

Am 4. August 2020 verlieh der Präsident der Republik Kroatien Zoran Milanović zum 25. Jahrestag der Operation Oluja Angehörigen der kroatischen Streitkräfte und den vier Garde-Brigaden des Kroatischen Verteidigungsrates (HVO) und der Spezialpolizei der Republik Herceg-Bosna hohe Orden. Milanović sagte dazu: 

„Der Krieg ist vorbei, aber nach dem Krieg gab es Versuche, diesen Krieg als eine Art gemeinsames kriminelles Unternehmen vor dem Haager Tribunal darzustellen. Auf die Motive werde ich nicht eingehen. Wir hatten das Glück, dass keiner unserer Generäle, die die Befehle der damaligen politischen Führung ausführten, wegen dieses sogenannten gemeinsamen kriminellen Unternehmens verurteilt wurde. Dieses gemeinsame kriminelle Unternehmen, von dem ich spreche, ist eines der dümmsten und hässlichsten Erfindungen, die man jemals versucht hatte, Kroatien aufzuzwingen. Ich freue mich, Ihnen diese Ehrungen überreichen zu können – Ihnen und den Brigaden aus Bosnien und Herzegowina, die für die Befreiung Kroatiens und die Rettung von Bihać gekämpft haben!“

 Am 25. Jahrestag nahm mit Boris Milošević, damals Abgeordneter des Sabor und Vize-Ministerpräsident Kroatiens, zum ersten Mal ein Vertreter der serbischen Minderheit (SDSS) an der Feier teil. Diese Geste wurde von einer großen Mehrheit des politischen Spektrums in Kroatien begrüßt, jedoch von der rechtspopulistischen kroatischen Heimatbewegung (DP) und von Politikern aus der Republika Srpska und Serbien scharf kritisiert. Milorad Dodik beschrieb Milošević' Entscheidung als „inakzeptabel“, während der serbische Verteidigungsminister Aleksandar Vulin im Vorfeld des Jubiläums sein Unverständnis kundgab. Er könne nicht glauben, dass „ein Serbe die Vertreibung von 250.000 Serben feiern könnte“.